# Friedrich Adrian von Borcke
Friedrich Adrian von Borcke (* 7. Januar 1734 in Elvershagen; † 13. Januar 1806 in Stettin) war preußischer Generalleutnant und Chef des Infanterieregiments Nr. 30.

## Leben

### Herkunft
Friedrich Adrian war der Sohn des preußischen Kapitäns Christian August Gottlob von Borcke (* 14. August 1696; † 20. Oktober 1768) und dessen Ehefrau Elisabeth Eva Lydia (Lybica) Cordula, geborene von Wedel (1709–1742).

### Militärkarriere
Borcke wurde am 24. Januar 1742 als Gefreitenkorporal im II. Bataillon des „Garde“ der Preußischen Armee angestellt. Am 24. Juni 1756 wurde er Fähnrich. Während des Siebenjährigen Krieges nahm er an den Schlachten bei Roßbach, Leuthen (verwundet), Liegnitz und Torgau teil sowie an der Belagerung von Prag. Zwischenzeitlich wurde er am 3. April 1758 Sekondeleutnant und am 19. Januar 1761 Premierleutnant.
Am 4. Februar 1762 wurde er Stabskapitän, 1771 wurde er nach Treuenbrietzen versetzt. Im gleichen Jahr – am 7. August 1771 – wurde er Kapitän sowie Kompaniechef im Grenadierbataillon „von Rohr“. Er machte den Bayerischen Erbfolgekrieg mit und wurde am 14. September 1782 Major. Am 16. Dezember 1786 erhielt er während der Revue in Schlesien den Orden Pour le Mérite. Am 23. April 1787 wurde er Bataillonskommandeur und in dieser Eigenschaft am 11. September 1790 zum Oberstleutnant sowie am 9. Juni 1792 zum Oberst befördert. Während des Ersten Koalitionskrieges kam er am 25. Mai 1794 mit seinem Bataillon zur Rheinarmee. Am 12. September 1797 wurde er zum Brigadier der Magdeburger Füsilierbrigade ernannt, was ihm 2180 Taler zusätzliches Gehalt einbrachte. Am 13. Januar 1798 wurde er Chef des Infanterieregiments Nr. 30. Am 3. Juni 1798 erfolgte seine Beförderung zum Generalmajor und am 20. Mai 1805 wurde er noch Generalleutnant, bevor er 1806 starb.

### Familie
Borcke heiratete am 21. Februar 1776 in Treuenbrietzen Sophie Elisabeth Lüdicke (* 1. Dezember 1753 † 12. Januar 1809 in Stettin). Nach anderen Quellen von 1791 war Friedrich Adrian von Borcke gar nicht verheiratet und der König legitimierte die unehelich geborenen Söhne 1788 mit väterlichem adligen Namen und Wappen. Das Paar hatte folgende Kinder:
- Johann Friedrich (* 2. Mai 1777 in Treuenbrietzen; † 27. Januar 1818), preußischer Sekondeleutnant ⚭ N.N. Diekhof
- Otto Heinrich (* 18. März 1782 in Berlin; † 12. Oktober 1845), preußischer Oberstleutnant ⚭ 1816 Julia von der Osten
- Ewald Wilhelm Felix (1784–1863), preußischer Generalleutnant ⚭ 10. März 1810 Friederike Luise von Owstien (* 21. November 1784; † 22. Februar 1848)
- Karoline Franziska Henriette (* 12. August 1786 in Treuenbrietzen; † 1846)
- Auguste Philippine Charlotte (* 11. Juli 1788 in Treuenbrietzen; † 15. Dezember 1847)
- Karl Ludwig Leopold (* 12. Januar 1793 in Treuenbrietzen; † 18. Oktober 1813 bei Leipzig), Fähnrich im Infanterieregiment „von Borcke“

## Mitgliedschaften und soziales Engagement
Friedrich Adrian von Borcke war ein Mitglied im Bund der Freimaurer. Er wurde in der Loge Diamant aufgenommen.
Friedrich von Borcke organisierte Unterricht für Soldaten und deren Kinder.
Seine Absicht, in Treuenbrietzen für das Bataillon ein Schulgebäude zu errichten, lehnte König Friedrich Wilhelm II. am 5. September 1786 ab.